# Blíž ke hvězdám
Blíž ke hvězdám – koncertowy album Ewy Farnej wydany 10 listopada 2008. Jest to dwupłytowe wydawnictwo zawierające płytę CD i płytę DVD z zapisem koncertu artystki z zespołem z dnia 17 czerwca 2008, który odbył się w praskim Centrum Kongresowym. Poza koncertem, na płycie DVD znajdują się wideoklipy artystki, a na płycie CD – promujący płytę, premierowy singiel Boží mlejny melou. Wydawnictwo zostało uhonorowane tytułem najlepiej sprzedającego się DVD w Czechach w 2008 roku.

## Lista utworów
Płyta DVD
1. Blíž ke hvězdám
2. Víkend
3. Zavři oči
4. Bez tebe
5. Kočka
6. Nebojím se
7. Jen spát
8. Tam gdzie ty
9. Jak motýl
10. La la laj
11. Ticho
12. Ponorka
13. Případ ztracenej
14. Jaký to je
15. Měls mě vůbec rád
16. Něco nám přejte

Teledyski
1. Boží mlejny melou
2. Jaký to je
3. La la laj
4. Ticho
5. Zapadlej krám
6. Měls mě vůbec rád + Ewa soĺo na bicí

Płyta CD
1. Blíž ke hvězdám − 3:43
2. Víkend − 3:38
3. Zavři oči − 4:53
4. Bez tebe − 3:41
5. Kočka − 4:13
6. Nebojím se − 6:04
7. Jen spát − 5:39
8. Tam gdzie ty − 4:09
9. Zapadlej krám − 4:08
10. Jak motýl − 4:30
11. La la laj − 5:36
12. Ticho − 3:38
13. Ponorka − 4:14
14. Případ ztracenej − 2:49
15. Jaký to je − 2:49
16. Měls mě vůbec rád − 4:00
17. Něco nám přejte − 8:11

+ bonus Boží mlejny melou − 3:49